# 박진홍 (축구 선수)
박진홍(2004년 10월 17일 ~ )은 대한민국의 축구 선수로, 포지션은 미드필더이다. 현재 K리그1 인천 유나이티드 FC 소속이다.